# Cleviceras elegans
A Cleviceras elegans a fejlábúak (Cephalopoda) osztályának fosszilis Ammonitida rendjébe, ezen belül a Hildoceratidae családjába tartozó faj.
Egyes kutatók szerint, ez a taxon az Eleganticeras nembe tartozik.

## Tudnivalók
A Cleviceras elegans a kora jura kor toarci nevű korszakában élt, körülbelül 183-175,6 millió évvel ezelőtt. A Cleviceras exaratum egyenes leszármazottjának tekintik.
Maradványait Európában, Szibéria északkeleti részén és Nyugat-Kanadában fedezték fel.

## Fordítás
- Ez a szócikk részben vagy egészben  a   Cleviceras#Cleviceras elegans című angol Wikipédia-szócikk ezen változatának fordításán alapul.  Az eredeti cikk szerkesztőit annak laptörténete sorolja fel. Ez a jelzés csupán a megfogalmazás eredetét és a szerzői jogokat jelzi, nem szolgál a cikkben szereplő információk forrásmegjelöléseként.